# Atomosia affinis
Atomosia affinis är en tvåvingeart som beskrevs av Macquart 1850. Atomosia affinis ingår i släktet Atomosia och familjen rovflugor. Inga underarter finns listade i Catalogue of Life.